# 振太镇
振太镇，是中华人民共和国云南省普洱市镇沅彝族哈尼族拉祜族自治县下辖的一个乡镇级行政单位。
2012年12月28日，云南省人民政府批复同意撤销振太乡，设立振太镇。

## 行政区划
振太镇下辖以下地区：
太和村、文平村、文索村、焕习村、文东村、文怕村、兴隆村、小寨村、塘坊村、沙河村、文兴村、文缅村、长安村、秀山村、邦庆村、黄梨湾村、台头村、山街村和介牌村。